# Верт (Нью-Йорк)
Верт (англ. Wirt) — місто (англ. town) в США, в окрузі Аллегені штату Нью-Йорк. Населення — 1049 осіб (2020).

## Демографія
Згідно з переписом 2010 року, у місті мешкало 1111 осіб у 443 домогосподарствах у складі 311 родини. Було 731 помешкання
Расовий склад населення:
| - 97,7 % — білих - 0,5 % — чорних або афроамериканців - 0,2 % — корінних американців - 0,2 % — азіатів |

До двох чи більше рас належало 1,4 %. Частка іспаномовних становила 1,6 % від усіх жителів.
За віковим діапазоном населення розподілялося таким чином: 22,3 % — особи молодші 18 років, 62,4 % — особи у віці 18—64 років, 15,3 % — особи у віці 65 років та старші. Медіана віку мешканця становила 40,9 року. На 100 осіб жіночої статі у місті припадало 94,9 чоловіків;  на 100 жінок у віці від 18 років та старших — 92,2 чоловіків також старших 18 років.
Середній дохід на одне домашнє господарство  становив 45 541 долар США (медіана — 33 250), а середній дохід на одну сім'ю — 58 069 доларів (медіана — 49 453). Медіана доходів становила 46 250 доларів для чоловіків та 29 167 доларів для жінок. За межею бідності перебувало 15,3 % осіб, у тому числі 20,3 % дітей у віці до 18 років та 9,2 % осіб у віці 65 років та старших.
Цивільне працевлаштоване населення становило 382 особи. Основні галузі зайнятості: виробництво — 24,9 %, освіта, охорона здоров'я та соціальна допомога — 18,3 %, мистецтво, розваги та відпочинок — 12,8 %, будівництво — 8,1 %.